# Большие Ширданы
Больши́е Ширданы (тат. Олы Шырдан) — село Зеленодольского района Татарстана. Административный центр Большеширданского сельского поселения.

## География
Населённый пункт расположен на реке Секерка, в 14 км к юго-западу от города Зеленодольска. 

## История
Известно с периода Казанского ханства. В исторических документах упоминается также как Нижние Ширданы. По местным преданиям, первыми поселенцами были марийцы. В XVIII — первой половине XIX века жители относились к сословию государственных крестьян (из бывших служилых татар), более 10% числились крещёными. Основные занятия жителей в этот период — земледелие и разведение скота.
Приход возник не позднее конца XVIII века. Мечеть была перестроена в 1873 году.
В «Списке населённых мест по сведениям 1859 года», изданном в 1866 году, населённый пункт упомянут как казённая деревня Большие Ширданы (Верхние Ширданы) 2-го стана Свияжского уезда Казанской губернии. Располагалась она при речке Секерке, на Московском почтовом тракте (или вблизи от него), в 14 верстах от уездного города Свияжска и в 20 верстах от становой квартиры в казённой и владельческой деревне Утяшки. В деревне в 132 дворах проживали 866 человек (459 мужчин и 407 женщин), была мечеть.
В начале XX века в населённом пункте были, кроме мечети: мектеб, 2 мельницы и 2 мелочные лавки. Земельный надел сельской общины тогда составлял 927 десятин.
До 1920 года село принадлежало к Ширданской волости Свияжского уезда Казанской губернии, затем — к Свияжскому кантону Татарской АССР. С 14 февраля 1927 года в Нурлатском районе, где село было центром сельсовета, с 1 февраля 1963 года в Зеленодольском районе.
В 1931 году в селе был организован колхоз (с 1994 года коллективное предприятие, с 2001 года сельскохозяйственный производственный кооператив «Ширданский»).

## Население
По данным переписи 2002 года, в селе проживало 380 человек (168 мужчин и 212 женщин), 98 % населения составляли татары.
| 1782 | 1859 | 1897 | 1908 | 1926 | 1938 | 1949 | 1958 | 1970 | 1979 | 1989 | 2002 | 2010 | 2017 |
| ---- | ---- | ---- | ---- | ---- | ---- | ---- | ---- | ---- | ---- | ---- | ---- | ---- | ---- |
| 140  | 866  | 1312 | 1447 | 1666 | 1438 | 967  | 908  | 803  | 730  | 406  | 380  | 346  | 323  |

## Экономика
С 2003 года в составе подразделения акционерного общества «Красный Восток Агро», также действуют крестьянские (фермерские) хозяйства (полеводство, молочное скотоводство, коневодство).
На восточной стороне села ведется добыча бутового камня.

## Инфраструктура
Действуют начальная школа, детский сад (с 1992 г.), дом культуры, библиотека, фельдшерско-акушерский пункт (с 2015 г.). Улицы села:
- Братьев Рахимовых
- Габдуллы Тукая
- Карла Маркса
- Кирова
- Ленина
- Мусы Джалиля
- Нариманова[8]

## Религия
Мечеть «Нур» (с 1991 г.).

## Известные люди
- З. С. Садыкова (1921—1977) — советская работница сельского хозяйства, организатор производства, Герой Социалистического Труда
- Из села Большие Ширданы происходил род  татарского мусульманского просветителя Ризаитдина Фахретдиновича Фахретдинова:

В Писцовой перечневой книге Свияжского уезда 1646-1651 гг. («Список перечневой Свияжскаго уезду свияжских мурз и служилых татар и недорослей поместным землям с книг писма и меры») в деревне Большие Ширданы предки Р. Фахретдинова упоминаются среди служилых татар:  «Дер. Татарские Большие Ширданы на речке Большие Ширданы за помещиками. №61. Янгильда Кайбулин. Двор помещичий. 14 четей, 200 копен. Примерно сверх 13 четей без четверика. 20 копен. Большие Ширданы. Янгильда Кайбулин да в д. Наратлех, а на его поместной земле живут себе дворами: 1. сын Янгилды Темяшко Янгилдин...»— Назыпова Л. Р. Новые данные о родословной Ризаэтдина Фахретдинова // Гасырлар авазы - Эхо веков Echo of centuries. - 2022. - № 3. - С. 120-124.